# Nambé
Le pueblo de Nambé (en anglais Nambé Pueblo, en tewa Nanbé Owingeh) est une réserve amérindienne et une census-designated place situé dans le comté de Santa Fe dans l'État américain du Nouveau-Mexique.

## Géographie

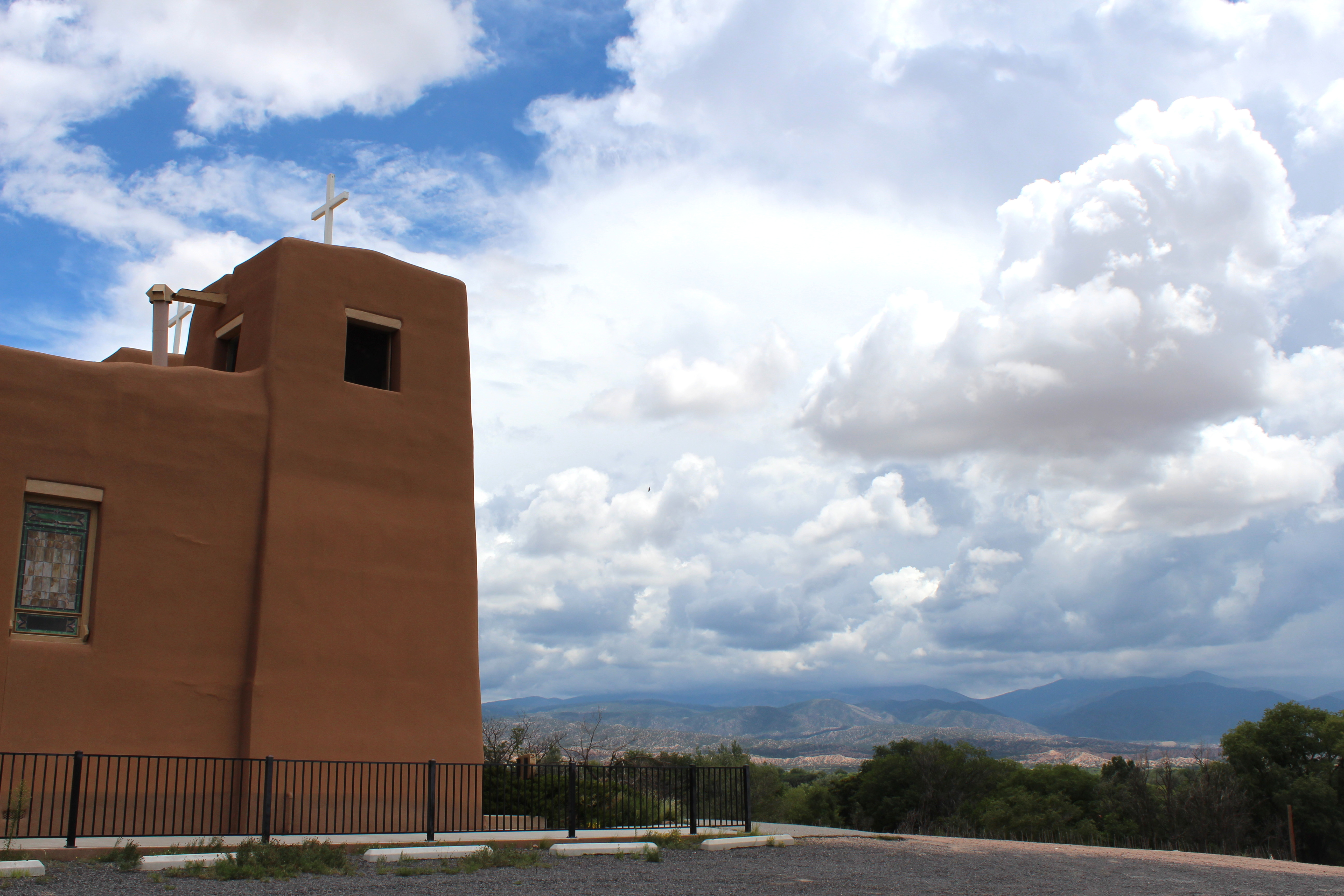
L'église du Sacré Cœur avec vue sur les monts Sangre de Cristo.

Le pueblo de Nambé est situé au pied des monts Sangre de Cristo, à une vingtaine de kilomètres au nord de Santa Fe, la capitale du Nouveau-Mexique.
Il s'entend sur une superficie d'environ 20 000 acres (8 094 ha). Ce territoire est principalement couvert de peupliers, genévriers et chênes caducs. Au-dessus du village, se trouve la zone récréative des cascades de Nambé (en anglais : Nambé Falls Recreation Area), gérée par le pueblo.

## Toponymie
Nambé est l'orthographe espagnole du mot « nanbé », qui signifie « terre arrondie » dans la langue amérindienne tewa. En tewa, la localité porte le nom de Nanbé Owingeh (« le village de la terre arrondie »).

## Histoire
Le site est habité par les Pueblos depuis les années 1350. Nambé est d'abord constitué de villages défensifs sur les collines environnantes. À partir de 1425, les habitants investissent la vallée de manière permanente. Le dernier site défensif est abandonné entre 1550 et 1700. Nambé est alors un centre culturel et religieux pour les communautés pueblos de la région.
Au début du XVIIe siècle, les Espagnols s'installent à Nambé, à proximité du pueblo. Ils tentent alors d'assimiler les amérindiens, qui se rebellent lors de la révolte des Pueblos de 1680 conduisant à la mort ou à l'exode de l'ensemble des colons locaux. Le retour des Espagnols se fait plus paisiblement en 1692 et Nambé devient l'un des pueblos les plus métissés du nord du Nouveau-Mexique.
Le pueblo est inscrit depuis 1974 au Registre national des lieux historiques américain.

## Démographie
En 2010, la census-designated place de Nambé compte 1 818 habitants. Sa population est estimée à 1 876 habitants en 2017. À cette datte, environ 63 % de la population est hispanique et 25 % de la population est amérindiennne.
Lors du recensement de 2010, sur l'ensemble du territoire américain, 723 personnes déclarent appartenir à la tribu des Nambés, dont 568 à titre exclusif de toute autre groupe (tribu ou « race » au sens du Bureau du recensement).